# USS Oakland (LCS-24)
Pour les articles homonymes, voir USS Oakland.
L'USS Oakland (LCS-24) est un littoral combat ship de classe Independence de l’United States Navy. Il est le troisième navire à porter le nom de la ville d’Oakland (Californie),

## Conception
En 2002, l’US Navy a lancé un programme visant à développer le premier d’une flotte de littoral combat ships. La Navy a d’abord commandé deux navires à coque trimaran à General Dynamics, qui sont devenus connus sous le nom de navires de combat côtiers de classe Independence, d’après le premier navire de la classe, l’USS Independence. Les navires de combat côtiers aux numéros pairs de l’US Navy sont construits à l’aide de la conception de trimaran de classe Independence, tandis que les navires aux numéros impairs sont basés sur une conception concurrente, le navire de combat côtier monocoque conventionnel de classe Freedom. La commande initiale de navires de combat côtiers concernait un total de quatre navires, dont deux de la classe Independence. Le 29 décembre 2010, la Navy a annoncé qu’elle attribuait à Austal USA un contrat pour la construction de dix navires de combat côtiers supplémentaires de classe Independence,.

## Carrière
L’USS Oakland a été construit par Austal USA à Mobile (Alabama). Une cérémonie de pose de la quille a eu lieu aux chantier naval Austal USA à Mobile le 20 juillet 2018. Le navire a été baptisé le 29 juin 2019 puis mis à l’eau le 21 juillet 2019. Il a été livré à la Marine le 26 juin 2020 et a été mis en service le 17 avril 2021. Le 7 août 2022, le navire était à Honiara, dans les îles Salomon, pour les cérémonies marquant le 80e anniversaire de la bataille de Guadalcanal.